# Jorge de Mascarenhas
Jorge de Mascarenhas, 1º Conde de Castelo Novo e 1º marquês de Montalvão (Lisboa, c. 1579 — Lisboa, 1 de janeiro de 1652), foi um fidalgo e administrador colonial português. Foi governador de Mazagão (1615-1619), de Tânger (1622-1624) e do Algarve. Foi o primeiro governador-geral do Brasil a ter o título de vice-rei.

## Biografia
Jorge nasceu em Lisboa, Portugal, em data desconhecida, provavelmente próxima a 1579, visto que viria a falecer em 1652.
Era igualmente comendador de São Salvador de Vila Cova, de Santo Estêvão de Aldrões, de Santiago de Torres Vedras, São João de Brito e de São Salvador do Neiva. Estando no ofício de Vedor da Fazenda da casa de El-Rei D. Filipe III de Portugal, foi presidente do Conselho Ultramarino, do Conselho de Estado e um dos ministros do Despacho. Como militar serviu em África, na armada, sendo mestre de campo. Estando a governar o Reino do Algarve teve a patente de capitão general.
No contexto da Dinastia Filipina, tendo caído em desgraça o conde da Torre (sucedido por uma Junta Governativa tríplice), Mascarenhas foi nomeado por Filipe IV de Espanha como 1º vice-rei do Brasil (1640). Este era um título honorífico, de carácter pessoal, e não somava autoridade. Segundo explica o escritor brasileiro Vivaldo Coaracy em sua obra «O Rio de Janeiro do século XVII», página 103, «só em 1714 foi o governo do Estado do Brasil elevado à categoria de vice-reino. Antes disso, porém, por circunstâncias especiais, excepcionalmente, tiveram dois governadores-gerais o título de vice-reis: o marquês de Montalvão em 1640 e o conde de Óbidos em 1648.»
Desembarcou em Salvador, na capitania da Bahia, a 16 de abril de 1640, iniciando o seu governo a 26 de maio. Foi citado por Frei Caneca, no século XIX, que dele referiu:
"Que exemplo mais imitável que o do marquês de Montalvão, na Bahia de Todos os Santos, que conhecendo, pela ação que perdeu contra os holandeses, lhe faltava a arte militar, entregou a campanha ao conde de Bagnoli, militando debaixo de suas ordens como soldado, alcançou a vitória?" (Frei Joaquim do Amor Divino Caneca. Coleção Formadores do Brasil, 1994. p. 362).
Com a chegada à Bahia, pela Carta Régia de 15 de fevereiro de 1641, da notícia da Restauração da Independência de Portugal, o Vice-Rei reconheceu a autoridade de D. João IV (1640-1656) imediatamente, usando de cautela para não suscitar a hostilidade das tropas castelhanas alojadas nas fortalezas. Apenas quando o bispo, os funcionários, os mercadores e a população foram avisados, tornou-se possível aclamar o novo rei na Câmara e proceder a uma cerimónia religiosa na Sé.
Montalvão «tratou de comunicar os acontecimentos aos governadores das capitanias». 
Para exprimir o júbilo do Estado do Brasil, Montalvão enviou, a 26 de fevereiro, uma caravela para Lisboa, com o seu filho D. Fernando Mascarenhas, e os jesuítas António Vieira e Simão de Vasconcelos. Desembarcaram em abril em Peniche, mas o povo quis maltratá-los como agentes de Castela, dado que os dois irmãos de Fernando haviam há pouco fugido para Castela. A missão seguiu para Lisboa, mas havia o receio de que Montalvão se revoltasse com o apoio da guarnição castelhana da Bahia. As intrigas locais levaram a que, em 15 de agosto de 1641 o rei expedisse uma Carta Régia em que confirmava a patente de Salvador Correia de Sá e Benevides como governador da capitania do Rio de Janeiro, detendo e remetendo Montalvão para Lisboa, acusado de deslealdade pelo jesuíta Francisco de Vilhena.
Por uma ironia do destino, como comenta Vivaldo Coaracy em «O Rio de Janeiro no século XVII», página 106, Salvador Correia de Sá e Benevides, o governador do Rio de Janeiro que «hesitara em aceitar a Restauração», conseguiu consolidar e manter a situação em que se achava», enquanto D. Jorge de Mascarenhas, que como vice-rei «se apressara em reconhecer o novo regímen e a cujas sábias providências se devia a aclamação realizada na Bahia, sem oposição das numerosas forças espanholas ali aquarteladas, era deposto e remetido preso para Lisboa sob acusação de deslealdade, pelas intrigas do referido jesuíta».
Jorge de Mascarenhas faleceu em 1º de janeiro de 1652 enquanto estava preso.

## Dados genealógicos
Casado com Francisca de Vilhena, herdeira de seu irmão Simão de Melo e dos morgados de seu pai Manuel de Melo de Magalhães governador de Malaca e comendador de São Salvador do Campo do Neiva.
Filhos:
- D. Francisco Mascarenhas, 2.º conde de Castelo Novo casado com Luisa Antónia de Velasco;
- D. Pedro Mascarenhas, 2º marquês de Montalvão casado com Maria Zapata y Silva, 5ª condessa de Barajas y de Corogna, 4ª marquesa de Alameda, 10. viscondessa de Torija;
- D. Fernando Mascarenhas, 1º conde de Serém;
- D. Leonor Maria de Menezes;
- D. Maria Manoel de Vilhena;
- D. Francisco de Sousa, 1º marquês das Minas;
- D. Jerónimo de Mascarenhas.